# Piotr Wysocki (muzyk)
Piotr Wysocki, pseudonim Vysol (ur. 1 sierpnia 1965) – polski muzyk rockowy, perkusista zespołów Kobranocka i Atrakcyjny Kazimierz.

## Życiorys
Syn aktora Piotra Wysockiego. Współtworzył formację Fragmenty Nietoperza. W latach 1987–1989 był perkusistą T.Love Alternative. Obok Kobranocki gra w zespole Atrakcyjny Kazimierz.